# Arthur Studenroth
Arthur Addison « Art » Studenroth (né le 9 octobre 1899 à Columbia et décédé le 14 mars 1992 à Albany) est un athlète américain spécialiste du cross-country. Il était affilié au Meadowbrook Club.

## Biographie

### Palmarès
| Date | Compétition           | Lieu  | Résultat | Épreuve          | Performance   |
| ---- | --------------------- | ----- | -------- | ---------------- | ------------- |
| 1924 | Jeux olympiques d'été | Paris | 6e       | Cross individuel | 36 min 45 s 4 |
| 1924 | Jeux olympiques d'été | Paris | 2e       | Cross par équipe | 14 pts        |